# 恰什尼基
恰什尼基（羅馬化：Čašniki，羅馬化：Chashniki）是白俄羅斯維捷布斯克州恰什尼基區内的城市及该区的行政中心。該市位於首都明斯克東北148公里，2011年人口9,077。第二次世界大戰期間，納粹德國在1941年7月至1944年6月佔領該鎮。